# Eden, North Carolina
Eden är en stad i Rockingham County i den amerikanska delstaten North Carolina med en yta av 39,3 km² och en folkmängd, som uppgår till 15 527 invånare (2010). Eden uppstod 1967 som resultat av en sammanslagning av tre städer: Leaksville, Spray och Draper.
Namnet Eden härstammar från 1700-talsaffärsmannen William Byrds herrgård The Land of Eden. Hans dröm var att området skulle bosättas av schweiziska protestanter men planen misslyckades. I stället flyttade många protestanter av skotsk härkomst från Ulster (Scotch-Irish American) till området.